# Un asinello di nome Platèro
Un asinello di nome Platèro è il secondo album di Lucia Mannucci e Antonio Virgilio Savona, pubblicato dalla casa discografica I Dischi dello Zodiaco nel 1979.

## Tracce
Musiche e testi di Antonio Virgilio Savona; edizioni musicali Eliseo.

### Lato A
1. Con gli occhi neri di ghiaietto – 2:36
2. La spina è lunga e verde – 2:30
3. L'eco della vallata – 3:05
4. Arriva il matto! – 3:30
5. Verso i due torrenti – 3:22
6. La processione del corpus domini – 3:00

Durata totale: 18:03

### Lato B
1. Eclisse di sole – 2:05
2. Hai le orecchie un po' troppo lunghe – 3:25
3. Il bambino si addormenta – 2:53
4. Il treno – 1:55
5. Soltanto farfalle bianche – 3:40
6. Nostalgia di Platèro – 3:30

Durata totale: 17:28

## Formazione
- Lucia Mannucci – voce
- Antonio Virgilio Savona – voce, tastiera
- Bruno Crovetto – basso
- Tullio De Piscopo – percussioni
- Ernesto Massimo Verardi – chitarra classica, chitarra a 12 corde, chitarra elettrica
- Paolo Salvi – violoncello
- Giuliano Bernicchi – tromba
- Hugo Heredia – flauto, clarinetto
- Carmelo La Mantia – corno